# 波斯尼亞地區

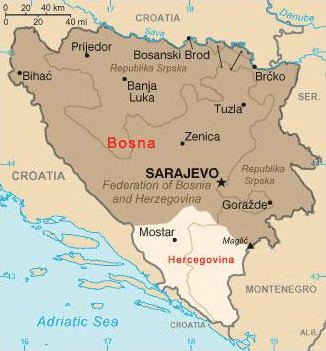
波士尼亞（深色處）及赫塞哥維納（淺色處）大約的界線

波斯尼亞（波士尼亞語：Bosnia）是位於波士尼亞與赫塞哥維納北部的歷史地區。主要位於第拿里阿爾卑斯山，也就是潘諾尼亞平原的南部邊界地帶，薩瓦河與德里納河分別標示著北部及東部邊境。
波士尼亞區面積約有39,021 km2（15,066 sq mi），約佔現在波士尼亞與赫塞哥維納全境的 80％。波士尼亞與赫塞哥維納之間並沒有真正的邊界，非正式的交界為伊万山。